# 李光 (1946年)
李光（1946年—），辽宁铁岭人，中国人民解放军将领、中国人民解放军中将。
2000年至2004年任中国人民解放军总政治部保卫部部长。2004年，接替邬华扬，担任北海舰队政治委员。2009年，由王登平接任。2006年，授中国人民解放军中将军衔。